# Daewon Song
David Daewon Song (nacido en Seúl, Corea, el 19 de febrero de 1975) es considerado uno de los mejores skaters pro del mundo, gracias a su gran dominio de trucos manual, grinds y flip; pero principalmente manual
Se ha desempeñado en el estilo street, aunque también ha aparecido en numerosos videos vert, como el que filmó en un mini ramp junto a otro skater conocido, Chris Haslam, Cheese&Crackers, el video de la empresa Almost, de la cual es propietario, con su amigo, otro de los grandes skaters del mundo, Rodney Mullen, con quien “se enfrentaba” en otro histórico video de Almost, Round three.
Algunas de las empresas que lo han patrocinado son DVS, World industries, Tensor, Speed Demons y Matix. Además fundó dos firmas propias: Deca y Artafakt skateboards. 
La primera compañía para la cual trabajó fue una pequeña empresa de skate llamada Gemco, lo que le valió el viaje a EE. UU.
Actualmente, Daewon vive en Hacienda Heights, California.
Ha aparecido como personaje jugable de la línea de videojuegos sobre skate de Tony Hawk, en los juegos Tony Hawk's American Wasteland (igualmente para su versión de NDS: Tony Hawk's American Sk8land), Tony Hawk's Project 8 y Tony Hawk's Proving Ground.
En 2006, recibió el Premio al Skater del Año, otorgado por la popular revista de skateboarding Trasher Magazine.